# 748 CCFL
A carreira 748 da Carris, transportadora coletiva municipal de Lisboa, Portugal, é simbolizada com a cor rosa e é uma carreira complementar na rede de transportes públicos da cidade de Lisboa. Tem os seus terminais no Marquês de Pombal e em Linda-a-Velha, fazendo um percurso directo pela autoestrada com passagem por Amoreiras e Miraflores, num percurso que dura, em média, 23 minutos. À hora de ponta da manhã no sentido Lisboa e à hora de ponta da tarde no sentido Linda-a-Velha demora cerca de 15 minutos mais do que o tempo médio, em virtude do excesso de veículos particulares que diariamente circula pela autoestrada e respetivos acessos às zonas servidas pelo 748.
Teve o seu início no dia 26 de Junho de 2010, integrada na terceira fase da rede 7. Actualmente é uma carreira bastante popular, com um grande crescimento em termos de número de passageiros transportados o que tem obrigado a reforços do seu serviços, nomeadamente com a introdução de veículos articulados da série 4600 e da série 1560.

## Características

### Estação
Miraflores

### Material circulante
- MAN 18-310 (série 2201-2310) Cateano City Gold
- MAN 18-310 (série 2311-2348) Marcopolo Viale
- Mercedes-Benz O530 G (série 4601-4620) Evobus Citaro G
- Volvo B10M-55A Gen IV (série 1560-1589) Camo Cronus

### Tipologia
Trata-se de uma carreira rápida que permite a ligação de Linda-a-Velha e Miraflores com as zonas de Amoreiras e Marquês de Pombal, que são também importantes interfaces da cidade.
O seu percurso é totalmente linear, com um restrito número de paragens em virtude de circular em grande parte pela autoestrada.
Funciona aos dias úteis entre as 05:00 e as 00:00, aproximadamente. Aos Sábados, Domingos e Feriados funciona apenas com algumas partidas nocturnas.

## Percurso

### Sentido Linda-a-Velha
Marquês de Pombal → Amoreiras → Miraflores → Linda-a-Velha
Entra em Miraflores onde se encontra a "Zona" que indica a mudança para a zona suburbana do tarifário da Carris, após a rotunda do Elemento Água. Em seguida o autocarro sobe a Alameda Fernão Lopes até à estação de Miraflores, passando para a Avenida Gomes Ferreira e Alameda António Sérgio, em Linda-a-Velha, onde se encontra o seu terminal junto ao Centro Comercial Torre das Flores e Central Park, completando assim o trajecto desta carreira.
| código | paragem                                           | ligação                                             | ligação ML | ligação | outras ligações |
| ------ | ------------------------------------------------- | --------------------------------------------------- | ---------- | ------- | --------------- |
| cod    | MARQUÊS DE POMBAL                                 | 207 702 711 712 720 723 727 736 738 744 746 753 783 |            |         |                 |
| cod    | Marquês de Pombal (Rua Joaquim António de Aguiar) | 702 711 712 723 753 783                             |            |         |                 |
| cod    | Rua Joaquim António de Aguiar                     | 711 723 753 783                                     |            |         |                 |
| cod    | Amoreiras                                         | 202 711 713 723 753 758 783                         |            |         |                 |
| cod    | Viaduto Duarte Pacheco                            | 711 723 753                                         |            |         |                 |
|        |                                                   | percurso pela Autoestrada 5                         |            |         |                 |
| cod    | Bairro do Alto do Moinho                          | 714 750                                             |            |         |                 |
| cod    | Miraflores                                        | 201 751                                             |            |         |                 |
| cod    | Miraflores Norte                                  | 201 751                                             |            |         |                 |
| cod    | Alameda Fernão Lopes (Estação de Miraflores)      | 201 751                                             |            |         |                 |
| cod    | Avenida José Gomes Ferreira                       | 201 751                                             |            |         |                 |
| cod    | LINDA-A-VELHA                                     | 201 751                                             |            |         |                 |

### Sentido Marquês de Pombal
Linda-a-Velha → Miraflores → Amoreiras → Marquês de Pombal
O terminal localiza-se junto ao Centro Comercial da Torre das Flores e bastante perto do Central Park de Linda-a-Velha. A primeira parte do percurso, faz-se descendo um conjunto de avenidas e alamedas, passando por Miraflores, um lugar da freguesia de Algés e que é um importante pólo de serviços do concelho de Oeiras.
| código | paragem                                           | ligação                                             | ligação ML | ligação | outras ligações |
| ------ | ------------------------------------------------- | --------------------------------------------------- | ---------- | ------- | --------------- |
| cod    | LINDA-A-VELHA                                     | 201 751                                             |            |         |                 |
| cod    | Avenida José Gomes Ferreira                       | 201 751                                             |            |         |                 |
| cod    | Alameda Fernão Lopes (Estação de Miraflores)      | 201 751                                             |            |         |                 |
| cod    | Miraflores Norte                                  | 201 751                                             |            |         |                 |
| cod    | Miraflores                                        | 201 751                                             |            |         |                 |
| cod    | Escola Preparatória de Miraflores                 | 201 751                                             |            |         |                 |
|        |                                                   | percurso pela Autoestrada 5                         |            |         |                 |
| cod    | Viaduto Duarte Pacheco                            | 711 723 753                                         |            |         |                 |
| cod    | Amoreiras                                         | 202 711 713 723 753 758 783                         |            |         |                 |
| cod    | Rua Joaquim António de Aguiar                     | 702 711 712 723 753 783                             |            |         |                 |
| cod    | Marquês de Pombal (Rua Joaquim António de Aguiar) | 207 702 711 712 720 723 727 736 738 744 746 753 783 |            |         |                 |
| cod    | MARQUÊS DE POMBAL                                 | 207 702 711 712 720 723 727 736 738 744 746 753 783 |            |         |                 |

### Equipamentos servidos
| Designação                                                                                     | Paragem mais próxima                              |
| ---------------------------------------------------------------------------------------------- | ------------------------------------------------- |
| - Cinema Municipal São Jorge - Teatro Tivoli - Teatro Maria Vitória - Museu Medeiros e Almeida | Marquês de Pombal (Terminal)                      |
| - Parque Eduardo VII                                                                           | Marquês de Pombal (Rua Joaquim António de Aguiar) |
| - Centro Comercial Amoreiras                                                                   | Amoreiras                                         |

## Horário
Ficheiros em formato PDF
- Marquês de Pombal → Linda-a-Velha
- Linda-a-Velha → Marquês de Pombal

## Ligações Externas
- Informação sobre a carreira 748 n'"A minha página CARRIS" de Luís Cruz-Filipe.[ligação inativa]